# Gmina Lazarat
Gmina Lazarat (alb. Komuna Lazarat) – gmina miejska położona w południowej części Albanii. Administracyjnie należy do okręgu Gjirokastra w obwodzie Gjirokastra. W 2011 roku populacja gminy wynosiła 2801 osób w tym 1368 kobiet oraz 1433 mężczyzn, z czego Albańczycy stanowili 96,25%, a Grecy 0,04% mieszkańców. 
W skład gminy wchodzą dwie miejscowości: Kordhocë, Lazarati.